# Copa Libertadores 1994
La Copa Libertadores 1994 fue la trigésima quinta edición del torneo de clubes más importante de América del Sur, organizado por la Confederación Sudamericana de Fútbol, en la que participaron equipos de diez países sudamericanos: Argentina, Bolivia, Brasil, Chile, Colombia, Ecuador, Paraguay, Perú, Uruguay y Venezuela.
El campeón fue Vélez Sarsfield de Argentina, que alcanzó así su primer título en la competición. Gracias a él, disputó la Copa Intercontinental 1994 frente a Milan de Italia, la Recopa Sudamericana 1995 ante su compatriota Independiente y la Copa Interamericana 1996 contra Cartaginés de Costa Rica. Asimismo, se clasificó a los octavos de final de la Copa Libertadores 1995.

## Formato
El campeón vigente accedió de manera directa a las fases finales, mientras que los 20 equipos restantes disputaron la fase de grupos. En ella, los clubes fueron divididos en cinco grupos de 4 equipos cada uno de acuerdo a sus países de origen, de manera que los dos representantes de una misma asociación nacional debían caer en la misma zona. Los tres primeros de cada uno de los cinco grupos clasificaron a los octavos de final, en donde se les unió el campeón vigente, iniciándose a partir de esta instancia el sistema de eliminación directa, que pasó posteriormente por los cuartos de final, las semifinales y la final, en la que se declaró al campeón.
|                             |                             | Equipos que entran en esta fase                                                                          | Equipos que provienen de la fase anterior                                                                                     |
| --------------------------- | --------------------------- | --- | --- |
| Fase de grupos (20 equipos) | Fase de grupos (20 equipos) | - 2 equipos de Argentina, Bolivia, Brasil, Chile, Colombia, Ecuador, Paraguay, Perú, Uruguay y Venezuela | |
| Fases finales (16 equipos)  | Fases finales (16 equipos)  | - 1 equipo, campeón de la Copa Libertadores 1993                                                         | - 5 equipos primeros de la Fase de grupos - 5 equipos segundos de la Fase de grupos - 5 equipos terceros de la Fase de grupos |

## Equipos participantes
| País                             | Equipo                        | Vía de clasificación |
| -------------------------------- | ----------------------------- | --- |
| Argentina 2 cupos                | Boca Juniors Vélez Sarsfield  | Campeón del Torneo Apertura 1992 Campeón del Torneo Clausura 1993                                                                                        |
| Bolivia 2 cupos                  | The Strongest Bolívar         | Campeón del Campeonato de Primera División 1993 Subcampeón del Campeonato de Primera División 1993                                                       |
| Brasil 2 cupos + campeón vigente | São Paulo Palmeiras Cruzeiro  | Campeón de la Copa Libertadores 1993 Campeón del Campeonato Brasileño de 1993 Campeón de la Copa de Brasil 1993                                          |
| Chile 2 cupos                    | Colo-Colo Unión Española      | Campeón del Campeonato de Primera División 1993 Ganador de la Liguilla Pre-Libertadores 1993                                                             |
| Colombia 2 cupos                 | Junior Independiente Medellín | Campeón del Campeonato Colombiano 1993 Subcampeón del Campeonato Colombiano 1993                                                                         |
| Ecuador 2 cupos                  | Emelec Barcelona              | Campeón del Campeonato Ecuatoriano de 1993 Subcampeón del Campeonato Ecuatoriano de 1993                                                                 |
| Paraguay 2 cupos                 | Olimpia Cerro Porteño         | Campeón del Campeonato Paraguayo de 1993 Ganador de la final entre el subcampeón del Campeonato Paraguayo de 1993 y el campeón del Torneo República 1993 |
| Perú 2 cupos                     | Universitario Alianza Lima    | Campeón del Campeonato Descentralizado 1993 Ganador de la Liguilla Pre-Libertadores 1994                                                                 |
| Uruguay 2 cupos                  | Nacional Defensor Sporting    | 1.º puesto de la Liguilla Pre-Libertadores de América de 1993 2.º puesto de la Liguilla Pre-Libertadores de América de 1993                              |
| Venezuela 2 cupos                | Sport Marítimo Minervén       | Campeón de la Primera División Venezolana 1992-93 Subcampeón de la Primera División Venezolana 1992-93                                                   |

### Distribución geográfica de los equipos
Distribución geográfica de las sedes de los equipos participantes:

## Fase de grupos

### Grupo 1
| Equipo                 | Pts. | PJ | PG | PE | PP | GF | GC | DG |
| ---------------------- | ---- | -- | -- | -- | -- | -- | -- | -- |
| Independiente Medellín | 8    | 6  | 3  | 2  | 1  | 6  | 1  | 5  |
| Olimpia                | 8    | 6  | 3  | 2  | 1  | 5  | 3  | 2  |
| Junior                 | 5    | 6  | 2  | 1  | 3  | 4  | 5  | –1 |
| Cerro Porteño          | 3    | 6  | 1  | 1  | 4  | 4  | 10 | –6 |

| \| Fecha \| Lugar \| Local \| Resultado \| Visitante \| \| ----------- \| ------------ \| ---------------------- \| --------- \| ---------------------- \| \| 2 de marzo \| Asunción \| Olimpia \| 1:0 \| Cerro Porteño \| \| 4 de marzo \| Barranquilla \| Junior \| 0:1 \| Independiente Medellín \| \| 9 de marzo \| Medellín \| Independiente Medellín \| 0:0 \| Olimpia \| \| 12 de marzo \| Barranquilla \| Junior \| 0:0 \| Olimpia \| \| 16 de marzo \| Medellín \| Independiente Medellín \| 3:0 \| Cerro Porteño \| \| 18 de marzo \| Barranquilla \| Junior \| 3:2 \| Cerro Porteño \| \| 24 de marzo \| Asunción \| Cerro Porteño \| 1:3 \| Olimpia \| \| 24 de marzo \| Medellín \| Independiente Medellín \| 0:1 \| Junior \| \| 5 de abril \| Asunción \| Olimpia \| 0:2 \| Independiente Medellín \| \| 8 de abril \| Asunción \| Cerro Porteño \| 0:0 \| Independiente Medellín \| \| 12 de abril \| Asunción \| Olimpia \| 1:0 \| Junior \| \| 15 de abril \| Asunción \| Cerro Porteño \| 1:0 \| Junior \| |              |                        |           |                        |
| Fecha | Lugar        | Local                  | Resultado | Visitante              |
| 2 de marzo | Asunción     | Olimpia                | 1:0       | Cerro Porteño          |
| 4 de marzo | Barranquilla | Junior                 | 0:1       | Independiente Medellín |
| 9 de marzo | Medellín     | Independiente Medellín | 0:0       | Olimpia                |
| 12 de marzo | Barranquilla | Junior                 | 0:0       | Olimpia                |
| 16 de marzo | Medellín     | Independiente Medellín | 3:0       | Cerro Porteño          |
| 18 de marzo | Barranquilla | Junior                 | 3:2       | Cerro Porteño          |
| 24 de marzo | Asunción     | Cerro Porteño          | 1:3       | Olimpia                |
| 24 de marzo | Medellín     | Independiente Medellín | 0:1       | Junior                 |
| 5 de abril | Asunción     | Olimpia                | 0:2       | Independiente Medellín |
| 8 de abril | Asunción     | Cerro Porteño          | 0:0       | Independiente Medellín |
| 12 de abril | Asunción     | Olimpia                | 1:0       | Junior                 |
| 15 de abril | Asunción     | Cerro Porteño          | 1:0       | Junior                 |

### Grupo 2
| Equipo          | Pts. | PJ | PG | PE | PP | GF | GC | DG |
| --------------- | ---- | -- | -- | -- | -- | -- | -- | -- |
| Vélez Sarsfield | 8    | 6  | 3  | 2  | 1  | 8  | 7  | 1  |
| Cruzeiro        | 7    | 6  | 3  | 1  | 2  | 7  | 8  | –1 |
| Palmeiras       | 6    | 6  | 3  | 0  | 3  | 14 | 7  | 7  |
| Boca Juniors    | 3    | 6  | 1  | 1  | 4  | 7  | 14 | –7 |

| \| Fecha \| Lugar \| Local \| Resultado \| Visitante \| \| ------------- \| -------------- \| --------------- \| --------- \| --------------- \| \| 13 de febrero \| Buenos Aires \| Vélez Sarsfield \| 1:1 \| Boca Juniors \| \| 2 de marzo \| São Paulo \| Palmeiras \| 2:0 \| Cruzeiro \| \| 9 de marzo \| São Paulo \| Palmeiras \| 6:1 \| Boca Juniors \| \| 9 de marzo \| Belo Horizonte \| Cruzeiro \| 1:1 \| Vélez Sarsfield \| \| 16 de marzo \| Buenos Aires \| Boca Juniors \| 1:2 \| Cruzeiro \| \| 17 de marzo \| Buenos Aires \| Vélez Sarsfield \| 1:0 \| Palmeiras \| \| 23 de marzo \| Buenos Aires \| Boca Juniors \| 1:2 \| Vélez Sarsfield \| \| 25 de marzo \| Belo Horizonte \| Cruzeiro \| 2:1 \| Palmeiras \| \| 30 de marzo \| Buenos Aires \| Boca Juniors \| 2:1 \| Palmeiras \| \| 31 de marzo \| Buenos Aires \| Vélez Sarsfield \| 2:0 \| Cruzeiro \| \| 6 de abril \| Belo Horizonte \| Cruzeiro \| 2:1 \| Boca Juniors \| \| 7 de abril \| São Paulo \| Palmeiras \| 4:1 \| Vélez Sarsfield \| |                |                 |           |                 |
| Fecha | Lugar          | Local           | Resultado | Visitante       |
| 13 de febrero | Buenos Aires   | Vélez Sarsfield | 1:1       | Boca Juniors    |
| 2 de marzo | São Paulo      | Palmeiras       | 2:0       | Cruzeiro        |
| 9 de marzo | São Paulo      | Palmeiras       | 6:1       | Boca Juniors    |
| 9 de marzo | Belo Horizonte | Cruzeiro        | 1:1       | Vélez Sarsfield |
| 16 de marzo | Buenos Aires   | Boca Juniors    | 1:2       | Cruzeiro        |
| 17 de marzo | Buenos Aires   | Vélez Sarsfield | 1:0       | Palmeiras       |
| 23 de marzo | Buenos Aires   | Boca Juniors    | 1:2       | Vélez Sarsfield |
| 25 de marzo | Belo Horizonte | Cruzeiro        | 2:1       | Palmeiras       |
| 30 de marzo | Buenos Aires   | Boca Juniors    | 2:1       | Palmeiras       |
| 31 de marzo | Buenos Aires   | Vélez Sarsfield | 2:0       | Cruzeiro        |
| 6 de abril | Belo Horizonte | Cruzeiro        | 2:1       | Boca Juniors    |
| 7 de abril | São Paulo      | Palmeiras       | 4:1       | Vélez Sarsfield |

### Grupo 3
| Equipo        | Pts. | PJ | PG | PE | PP | GF | GC | DG |
| ------------- | ---- | -- | -- | -- | -- | -- | -- | -- |
| Emelec        | 7    | 6  | 3  | 1  | 2  | 9  | 5  | 4  |
| Barcelona     | 6    | 6  | 2  | 2  | 2  | 5  | 3  | 2  |
| Universitario | 6    | 6  | 2  | 2  | 2  | 4  | 5  | –1 |
| Alianza Lima  | 5    | 6  | 2  | 1  | 3  | 6  | 11 | –5 |

| \| Fecha \| Lugar \| Local \| Resultado \| Visitante \| \| ----------- \| --------- \| ------------- \| --------- \| ------------- \| \| 2 de marzo \| Guayaquil \| Emelec \| 0:1 \| Barcelona \| \| 2 de marzo \| Lima \| Universitario \| 0:1 \| Alianza Lima \| \| 8 de marzo \| Guayaquil \| Barcelona \| 0:0 \| Universitario \| \| 11 de marzo \| Guayaquil \| Emelec \| 2:0 \| Universitario \| \| 15 de marzo \| Guayaquil \| Barcelona \| 3:0 \| Alianza Lima \| \| 18 de marzo \| Guayaquil \| Emelec \| 3:0 \| Alianza Lima \| \| 23 de marzo \| Guayaquil \| Barcelona \| 0:1 \| Emelec \| \| 23 de marzo \| Lima \| Alianza Lima \| 1:2 \| Universitario \| \| 5 de abril \| Lima \| Alianza Lima \| 2:1 \| Barcelona \| \| 8 de abril \| Lima \| Universitario \| 0:0 \| Barcelona \| \| 12 de abril \| Lima \| Alianza Lima \| 2:2 \| Emelec \| \| 15 de abril \| Lima \| Universitario \| 2:1 \| Emelec \| |           |               |           |               |
| Fecha | Lugar     | Local         | Resultado | Visitante     |
| 2 de marzo | Guayaquil | Emelec        | 0:1       | Barcelona     |
| 2 de marzo | Lima      | Universitario | 0:1       | Alianza Lima  |
| 8 de marzo | Guayaquil | Barcelona     | 0:0       | Universitario |
| 11 de marzo | Guayaquil | Emelec        | 2:0       | Universitario |
| 15 de marzo | Guayaquil | Barcelona     | 3:0       | Alianza Lima  |
| 18 de marzo | Guayaquil | Emelec        | 3:0       | Alianza Lima  |
| 23 de marzo | Guayaquil | Barcelona     | 0:1       | Emelec        |
| 23 de marzo | Lima      | Alianza Lima  | 1:2       | Universitario |
| 5 de abril | Lima      | Alianza Lima  | 2:1       | Barcelona     |
| 8 de abril | Lima      | Universitario | 0:0       | Barcelona     |
| 12 de abril | Lima      | Alianza Lima  | 2:2       | Emelec        |
| 15 de abril | Lima      | Universitario | 2:1       | Emelec        |

### Grupo 4
| Equipo            | Pts. | PJ | PG | PE | PP | GF | GC | DG |
| ----------------- | ---- | -- | -- | -- | -- | -- | -- | -- |
| Colo-Colo         | 9    | 6  | 4  | 1  | 1  | 11 | 6  | 5  |
| Unión Española    | 7    | 6  | 3  | 1  | 2  | 6  | 6  | 0  |
| Defensor Sporting | 5    | 6  | 1  | 3  | 2  | 3  | 5  | –2 |
| Nacional          | 3    | 6  | 1  | 1  | 4  | 5  | 8  | –3 |

| \| Fecha \| Lugar \| Local \| Resultado \| Visitante \| \| ----------- \| ---------- \| ----------------- \| --------- \| ----------------- \| \| 2 de marzo \| Montevideo \| Defensor Sporting \| 1:0 \| Nacional \| \| 2 de marzo \| Santiago \| Unión Española \| 1:2 \| Colo-Colo \| \| 8 de marzo \| Santiago \| Unión Española \| 1:0 \| Defensor Sporting \| \| 13 de marzo \| Santiago \| Colo-Colo \| 2:0 \| Defensor Sporting \| \| 15 de marzo \| Santiago \| Unión Española \| 1:0 \| Nacional \| \| 18 de marzo \| Santiago \| Colo-Colo \| 4:2 \| Nacional \| \| 23 de marzo \| Montevideo \| Nacional \| 1:1 \| Defensor Sporting \| \| 23 de marzo \| Santiago \| Colo-Colo \| 3:1 \| Unión Española \| \| 5 de abril \| Montevideo \| Defensor Sporting \| 0:0 \| Colo-Colo \| \| 8 de abril \| Montevideo \| Nacional \| 2:0 \| Colo-Colo \| \| 12 de abril \| Montevideo \| Defensor Sporting \| 1:1 \| Unión Española \| \| 15 de abril \| Montevideo \| Nacional \| 0:1 \| Unión Española \| |            |                   |           |                   |
| Fecha | Lugar      | Local             | Resultado | Visitante         |
| 2 de marzo | Montevideo | Defensor Sporting | 1:0       | Nacional          |
| 2 de marzo | Santiago   | Unión Española    | 1:2       | Colo-Colo         |
| 8 de marzo | Santiago   | Unión Española    | 1:0       | Defensor Sporting |
| 13 de marzo | Santiago   | Colo-Colo         | 2:0       | Defensor Sporting |
| 15 de marzo | Santiago   | Unión Española    | 1:0       | Nacional          |
| 18 de marzo | Santiago   | Colo-Colo         | 4:2       | Nacional          |
| 23 de marzo | Montevideo | Nacional          | 1:1       | Defensor Sporting |
| 23 de marzo | Santiago   | Colo-Colo         | 3:1       | Unión Española    |
| 5 de abril | Montevideo | Defensor Sporting | 0:0       | Colo-Colo         |
| 8 de abril | Montevideo | Nacional          | 2:0       | Colo-Colo         |
| 12 de abril | Montevideo | Defensor Sporting | 1:1       | Unión Española    |
| 15 de abril | Montevideo | Nacional          | 0:1       | Unión Española    |

### Grupo 5
| Equipo         | Pts. | PJ | PG | PE | PP | GF | GC | DG |
| -------------- | ---- | -- | -- | -- | -- | -- | -- | -- |
| Bolívar        | 9    | 6  | 3  | 3  | 0  | 9  | 2  | 7  |
| The Strongest  | 7    | 6  | 2  | 3  | 1  | 13 | 7  | 6  |
| Minervén       | 5    | 6  | 2  | 1  | 3  | 10 | 17 | –7 |
| Sport Marítimo | 3    | 6  | 1  | 1  | 4  | 7  | 13 | –6 |

| \| Fecha \| Lugar \| Local \| Resultado \| Visitante \| \| ------------- \| -------------- \| -------------- \| --------- \| -------------- \| \| 23 de febrero \| La Paz \| Bolívar \| 0:0 \| The Strongest \| \| 23 de febrero \| Ciudad Guayana \| Minervén \| 2:1 \| Sport Marítimo \| \| 1 de marzo \| Ciudad Guayana \| Minervén \| 1:1 \| Bolívar \| \| 4 de marzo \| Caracas \| Sport Marítimo \| 0:2 \| Bolívar \| \| 8 de marzo \| Ciudad Guayana \| Minervén \| 5:0 \| The Strongest \| \| 11 de marzo \| Caracas \| Sport Marítimo \| 1:1 \| The Strongest \| \| 16 de marzo \| Caracas \| Sport Marítimo \| 4:1 \| Minervén \| \| 16 de marzo \| La Paz \| The Strongest \| 0:0 \| Bolívar \| \| 22 de marzo \| La Paz \| Bolívar \| 4:0 \| Minervén \| \| 25 de marzo \| La Paz \| The Strongest \| 7:1 \| Minervén \| \| 5 de abril \| La Paz \| Bolívar \| 2:1 \| Sport Marítimo \| \| 8 de abril \| La Paz \| The Strongest \| 5:0 \| Sport Marítimo \| |                |                |           |                |
| Fecha | Lugar          | Local          | Resultado | Visitante      |
| 23 de febrero | La Paz         | Bolívar        | 0:0       | The Strongest  |
| 23 de febrero | Ciudad Guayana | Minervén       | 2:1       | Sport Marítimo |
| 1 de marzo | Ciudad Guayana | Minervén       | 1:1       | Bolívar        |
| 4 de marzo | Caracas        | Sport Marítimo | 0:2       | Bolívar        |
| 8 de marzo | Ciudad Guayana | Minervén       | 5:0       | The Strongest  |
| 11 de marzo | Caracas        | Sport Marítimo | 1:1       | The Strongest  |
| 16 de marzo | Caracas        | Sport Marítimo | 4:1       | Minervén       |
| 16 de marzo | La Paz         | The Strongest  | 0:0       | Bolívar        |
| 22 de marzo | La Paz         | Bolívar        | 4:0       | Minervén       |
| 25 de marzo | La Paz         | The Strongest  | 7:1       | Minervén       |
| 5 de abril | La Paz         | Bolívar        | 2:1       | Sport Marítimo |
| 8 de abril | La Paz         | The Strongest  | 5:0       | Sport Marítimo |

## Fases finales

### Cuadro de desarrollo
|  | Octavos de final           | Octavos de final           | Octavos de final           | Octavos de final           | Octavos de final           |   |                 | Cuartos de final           | Cuartos de final           | Cuartos de final           | Cuartos de final           | Cuartos de final           |  |                      | Semifinales          | Semifinales        | Semifinales        | Semifinales        | Semifinales        |  |           | Final             | Final             | Final             | Final             | Final             |  |
|  | 14 de abril al 24 de julio | 14 de abril al 24 de julio | 14 de abril al 24 de julio | 14 de abril al 24 de julio | 14 de abril al 24 de julio |   |                 | 27 de julio al 3 de agosto | 27 de julio al 3 de agosto | 27 de julio al 3 de agosto | 27 de julio al 3 de agosto | 27 de julio al 3 de agosto |  |                      | 10 al 17 de agosto   | 10 al 17 de agosto | 10 al 17 de agosto | 10 al 17 de agosto | 10 al 17 de agosto |  |           | 24 y 31 de agosto | 24 y 31 de agosto | 24 y 31 de agosto | 24 y 31 de agosto | 24 y 31 de agosto |  |
|  |                            |                            |                            |                            |                            |   |                 |                            |                            |                            |                            |                            |  |                      |                      |                    |                    |                    |                    |  |           |                   |                   |                   |                   |                   |  |
|  |                            |                            |                            |                            |                            |   |                 |                            |                            |                            |                            |                            |  |                      |                      |                    |                    |                    |                    |  |           |                   |                   |                   |                   |                   |  |
|  | G1 2                       | Olimpia                    | 1                          | 2                          | 3                          |   |                 |                            |                            |                            |                            |                            |  |                      |                      |                    |                    |                    |                    |  |           |                   |                   |                   |                   |                   |  |
|  | G1 2                       | Olimpia                    | 1                          | 2                          | 3                          |   |                 |                            |                            |                            |                            |                            |  |                      |                      |                    |                    |                    |                    |  |           |                   |                   |                   |                   |                   |  |
|  | G3 2                       | Barcelona                  | 0                          | 1                          | 1                          |   |                 |                            |                            |                            |                            |                            |  |                      |                      |                    |                    |                    |                    |  |           |                   |                   |                   |                   |                   |  |
|  | G3 2                       | Barcelona                  | 0                          | 1                          | 1                          |   | Olimpia         | Olimpia                    | 1                          | 2                          | 3                          |                            |  |                      |                      |                    |                    |                    |                    |  |           |                   |                   |                   |                   |                   |  |
|  |                            |                            |                            |                            |                            |   | Olimpia         | Olimpia                    | 1                          | 2                          | 3                          |                            |  |                      |                      |                    |                    |                    |                    |  |           |                   |                   |                   |                   |                   |  |
|  |                            |                            | Bolívar                    | Bolívar                    | 0                          | 0 | 0               |                            |                            |                            |                            |                            |  |                      |                      |                    |                    |                    |                    |  |           |                   |                   |                   |                   |                   |  |
|  | G5 1                       | Bolívar                    | Bolívar                    | Bolívar                    | 0                          | 0 | 0               | 2                          | 4                          | 6                          |                            |                            |  |                      |                      |                    |                    |                    |                    |  |           |                   |                   |                   |                   |                   |  |
|  | G5 1                       | Bolívar                    |                            |                            |                            |   |                 |                            |                            | 6                          |                            |                            |  |                      |                      |                    |                    |                    |                    |  |           |                   |                   |                   |                   |                   |  |
|  | G5 2                       | The Strongest              | 1                          | 0                          | 1                          |   |                 |                            |                            |                            |                            |                            |  |                      |                      |                    |                    |                    |                    |  |           |                   |                   |                   |                   |                   |  |
|  | G5 2                       | The Strongest              | 1                          | 0                          | 1                          |   |                 |                            |                            |                            |                            |                            |  | Olimpia              | Olimpia              | 1                  | 1                  | 2 (3)              |                    |  |           |                   |                   |                   |                   |                   |  |
|  |                            |                            |                            |                            |                            |   |                 |                            |                            |                            |                            |                            |  | Olimpia              | Olimpia              | 1                  | 1                  | 2 (3)              |                    |  |           |                   |                   |                   |                   |                   |  |
|  |                            |                            | São Paulo (p.)             | São Paulo (p.)             | 2                          | 0 | 2 (4)           |                            |                            |                            |                            |                            |  |                      |                      |                    |                    |                    |                    |  |           |                   |                   |                   |                   |                   |  |
|  | CV                         | São Paulo                  | São Paulo (p.)             | São Paulo (p.)             | 2                          | 0 | 2 (4)           | 0                          | 2                          | 2                          |                            |                            |  |                      |                      |                    |                    |                    |                    |  |           |                   |                   |                   |                   |                   |  |
|  | CV                         | São Paulo                  |                            |                            |                            |   |                 |                            |                            | 2                          |                            |                            |  |                      |                      |                    |                    |                    |                    |  |           |                   |                   |                   |                   |                   |  |
|  | G2 3                       | Palmeiras                  | 0                          | 1                          | 1                          |   |                 |                            |                            |                            |                            |                            |  |                      |                      |                    |                    |                    |                    |  |           |                   |                   |                   |                   |                   |  |
|  | G2 3                       | Palmeiras                  | 0                          | 1                          | 1                          |   | São Paulo       | São Paulo                  | 1                          | 4                          | 5                          |                            |  |                      |                      |                    |                    |                    |                    |  |           |                   |                   |                   |                   |                   |  |
|  |                            |                            |                            |                            |                            |   | São Paulo       | São Paulo                  | 1                          | 4                          | 5                          |                            |  |                      |                      |                    |                    |                    |                    |  |           |                   |                   |                   |                   |                   |  |
|  |                            |                            | Unión Española             | Unión Española             | 1                          | 3 | 4               |                            |                            |                            |                            |                            |  |                      |                      |                    |                    |                    |                    |  |           |                   |                   |                   |                   |                   |  |
|  | G2 2                       | Cruzeiro                   | Unión Española             | Unión Española             | 1                          | 3 | 4               | 0                          | 0                          | 0                          |                            |                            |  |                      |                      |                    |                    |                    |                    |  |           |                   |                   |                   |                   |                   |  |
|  | G2 2                       | Cruzeiro                   |                            |                            |                            |   |                 |                            |                            | 0                          |                            |                            |  |                      |                      |                    |                    |                    |                    |  |           |                   |                   |                   |                   |                   |  |
|  | G4 2                       | Unión Española             | 1                          | 0                          | 1                          |   |                 |                            |                            |                            |                            |                            |  |                      |                      |                    |                    |                    |                    |  |           |                   |                   |                   |                   |                   |  |
|  | G4 2                       | Unión Española             | 1                          | 0                          | 1                          |   |                 |                            |                            |                            |                            |                            |  |                      |                      |                    |                    |                    |                    |  | São Paulo | São Paulo         | 0                 | 1                 | 1 (3)             |                   |  |
|  |                            |                            |                            |                            |                            |   |                 |                            |                            |                            |                            |                            |  |                      |                      |                    |                    |                    |                    |  | São Paulo | São Paulo         | 0                 | 1                 | 1 (3)             |                   |  |
|  |                            |                            | Vélez Sarsfield (p.)       | Vélez Sarsfield (p.)       | 1                          | 0 | 1 (5)           |                            |                            |                            |                            |                            |  |                      |                      |                    |                    |                    |                    |  |           |                   |                   |                   |                   |                   |  |
|  | G2 1                       | Vélez Sarsfield (p.)       | Vélez Sarsfield (p.)       | Vélez Sarsfield (p.)       | 1                          | 0 | 1 (5)           | 1                          | 0                          | 1 (4)                      |                            |                            |  |                      |                      |                    |                    |                    |                    |  |           |                   |                   |                   |                   |                   |  |
|  | G2 1                       | Vélez Sarsfield (p.)       |                            |                            |                            |   |                 |                            |                            | 1 (4)                      |                            |                            |  |                      |                      |                    |                    |                    |                    |  |           |                   |                   |                   |                   |                   |  |
|  | G4 3                       | Defensor Sporting          | 1                          | 0                          | 1 (3)                      |   |                 |                            |                            |                            |                            |                            |  |                      |                      |                    |                    |                    |                    |  |           |                   |                   |                   |                   |                   |  |
|  | G4 3                       | Defensor Sporting          | 1                          | 0                          | 1 (3)                      |   | Vélez Sarsfield | Vélez Sarsfield            | 0                          | 2                          | 2                          |                            |  |                      |                      |                    |                    |                    |                    |  |           |                   |                   |                   |                   |                   |  |
|  |                            |                            |                            |                            |                            |   | Vélez Sarsfield | Vélez Sarsfield            | 0                          | 2                          | 2                          |                            |  |                      |                      |                    |                    |                    |                    |  |           |                   |                   |                   |                   |                   |  |
|  |                            |                            | Minervén                   | Minervén                   | 0                          | 0 | 0               |                            |                            |                            |                            |                            |  |                      |                      |                    |                    |                    |                    |  |           |                   |                   |                   |                   |                   |  |
|  | G3 1                       | Emelec                     | Minervén                   | Minervén                   | 0                          | 0 | 0               | 0                          | 3                          | 3 (2)                      |                            |                            |  |                      |                      |                    |                    |                    |                    |  |           |                   |                   |                   |                   |                   |  |
|  | G3 1                       | Emelec                     |                            |                            |                            |   |                 |                            |                            | 3 (2)                      |                            |                            |  |                      |                      |                    |                    |                    |                    |  |           |                   |                   |                   |                   |                   |  |
|  | G5 3                       | Minervén (p.)              | 2                          | 1                          | 3 (4)                      |   |                 |                            |                            |                            |                            |                            |  |                      |                      |                    |                    |                    |                    |  |           |                   |                   |                   |                   |                   |  |
|  | G5 3                       | Minervén (p.)              | 2                          | 1                          | 3 (4)                      |   |                 |                            |                            |                            |                            |                            |  | Vélez Sarsfield (p.) | Vélez Sarsfield (p.) | 1                  | 2                  | 3 (5)              |                    |  |           |                   |                   |                   |                   |                   |  |
|  |                            |                            |                            |                            |                            |   |                 |                            |                            |                            |                            |                            |  | Vélez Sarsfield (p.) | Vélez Sarsfield (p.) | 1                  | 2                  | 3 (5)              |                    |  |           |                   |                   |                   |                   |                   |  |
|  |                            |                            | Junior                     | Junior                     | 2                          | 1 | 3 (4)           |                            |                            |                            |                            |                            |  |                      |                      |                    |                    |                    |                    |  |           |                   |                   |                   |                   |                   |  |
|  | G4 1                       | Colo-Colo                  | Junior                     | Junior                     | 2                          | 1 | 3 (4)           | 1                          | 2                          | 3 (3)                      |                            |                            |  |                      |                      |                    |                    |                    |                    |  |           |                   |                   |                   |                   |                   |  |
|  | G4 1                       | Colo-Colo                  |                            |                            |                            |   |                 |                            |                            | 3 (3)                      |                            |                            |  |                      |                      |                    |                    |                    |                    |  |           |                   |                   |                   |                   |                   |  |
|  | G1 3                       | Junior (p.)                | 1                          | 2                          | 3 (4)                      |   |                 |                            |                            |                            |                            |                            |  |                      |                      |                    |                    |                    |                    |  |           |                   |                   |                   |                   |                   |  |
|  | G1 3                       | Junior (p.)                | 1                          | 2                          | 3 (4)                      |   | Junior          | Junior                     | 2                          | 0                          | 2                          |                            |  |                      |                      |                    |                    |                    |                    |  |           |                   |                   |                   |                   |                   |  |
|  |                            |                            |                            |                            |                            |   | Junior          | Junior                     | 2                          | 0                          | 2                          |                            |  |                      |                      |                    |                    |                    |                    |  |           |                   |                   |                   |                   |                   |  |
|  |                            |                            | Independiente Medellín     | Independiente Medellín     | 0                          | 0 | 0               |                            |                            |                            |                            |                            |  |                      |                      |                    |                    |                    |                    |  |           |                   |                   |                   |                   |                   |  |
|  | G1 1                       | Independiente Medellín     | Independiente Medellín     | Independiente Medellín     | 0                          | 0 | 0               | 1                          | 2                          | 3                          |                            |                            |  |                      |                      |                    |                    |                    |                    |  |           |                   |                   |                   |                   |                   |  |
|  | G1 1                       | Independiente Medellín     |                            |                            |                            |   |                 |                            |                            | 3                          |                            |                            |  |                      |                      |                    |                    |                    |                    |  |           |                   |                   |                   |                   |                   |  |
|  | G3 3                       | Universitario              | 2                          | 0                          | 2                          |   |                 |                            |                            |                            |                            |                            |  |                      |                      |                    |                    |                    |                    |  |           |                   |                   |                   |                   |                   |  |
|  | G3 3                       | Universitario              | 2                          | 0                          | 2                          |   |                 |                            |                            |                            |                            |                            |  |                      |                      |                    |                    |                    |                    |  |           |                   |                   |                   |                   |                   |  |
|  |                            |                            |                            |                            |                            |   |                 |                            |                            |                            |                            |                            |  |                      |                      |                    |                    |                    |                    |  |           |                   |                   |                   |                   |                   |  |

- Nota: En cada llave, el equipo que ocupa la primera línea es el que definió la serie como local.
- Nota 2: En las llaves de octavos de final, a cada equipo se le indica "Gx p", donde p es la posición final que ocupó en el grupo x de la fase de grupos.

### Octavos de final
| 20 de abril de 1994 | Barcelona | 0:1 (0:1) | Olimpia     | Estadio Monumental, Guayaquil  |                                |
|                     |           |           | Delvalle 6' | Árbitro(s): José Torres Cadena | Árbitro(s): José Torres Cadena |

| 27 de abril de 1994 | Olimpia          | 2:1 (1:0) | Barcelona   | Estadio Defensores del Chaco, Asunción |                         |
|                     | Cardozo 24', 50' |           | Montaño 63' | Árbitro(s): Julio Matto                | Árbitro(s): Julio Matto |

| 14 de abril de 1994 | The Strongest | 1:2 (1:2) | Bolívar         | Estadio Hernando Siles, La Paz     |                                    |
|                     | García 23'    |           | Antelo 25', 28' | Árbitro(s): Alberto Tejada Noriega | Árbitro(s): Alberto Tejada Noriega |

| 24 de abril de 1994 | Bolívar                                     | 4:0 (2:0) | The Strongest | Estadio Hernando Siles, La Paz |                           |
|                     | Antelo 2' · Baldivieso 36', 85' · Soria 53' |           |               | Árbitro(s): Ángel Sánchez      | Árbitro(s): Ángel Sánchez |

| 27 de abril de 1994 | Palmeiras | 0:0 | São Paulo | Estadio Pacaembú, São Paulo   |  |
|                     |           |     |           | Árbitro(s): João Paulo Araújo |  |

| 24 de julio de 1994 | São Paulo       | 2:1 (1:0) | Palmeiras | Estadio Morumbi, São Paulo  |                             |
|                     | Euller 29', 58' |           | Evair 89' | Árbitro(s): Antônio Pereira | Árbitro(s): Antônio Pereira |

| 21 de abril de 1994 | Unión Española | 1:0 (0:0) | Cruzeiro | Estadio Santa Laura, Santiago |                           |
|                     | Carreño 76'    |           |          | Árbitro(s): Sabino Fariña     | Árbitro(s): Sabino Fariña |

| 28 de abril de 1994 | Cruzeiro | 0:0 | Unión Española | Estadio Mineirão, Belo Horizonte |  |
|                     |          |     |                | Árbitro(s): Ernesto Filippi      |  |

| 21 de abril de 1994 | Defensor Sporting | 1:1 (1:1) | Vélez Sarsfield | Estadio Centenario, Montevideo |                              |
|                     | de Souza 22'      |           | Almandoz 11'    | Árbitro(s): Renato Marsiglia   | Árbitro(s): Renato Marsiglia |

| 27 de abril de 1994 | Vélez Sarsfield                                   | 0:0 (4:3 p.)               | Defensor Sporting                                  | Estadio José Amalfitani, Buenos Aires |  |
|                     |                                                   |                            |                                                    | Árbitro(s): Márcio Rezende            |  |
|                     |                                                   | Tiros desde el punto penal |                                                    |                                       |  |
|                     | Trotta · Chilavert · Almandoz · González · Flores |                            | Almada · Chilelli · dos Santos · de Lima · Saravia |                                       |  |

| 20 de abril de 1994 | Minervén               | 2:0 (1:0) | Emelec | Estadio Cachamay, Ciudad Guayana |                               |
|                     | García 30' · Rivas 62' |           |        | Árbitro(s): Fernando Chappell    | Árbitro(s): Fernando Chappell |

| 27 de abril de 1994 | Emelec                       | 3:1 (3:1) (2:4 p.)         | Minervén                               | Estadio George Capwell, Guayaquil |                         |
|                     | Tenorio 13' · Oste 28', 39'  |                            | García 17'                             | Árbitro(s): Rene Ortubé           | Árbitro(s): Rene Ortubé |
|                     |                              | Tiros desde el punto penal |                                        |                                   |                         |
|                     | Manga · Ron · Pico · Morales |                            | Tortolero · Rivas · Erramuspe · García |                                   |                         |

| 20 de abril de 1994 | Junior       | 1:1 (0:1) | Colo-Colo  | Estadio Metropolitano, Barranquilla |                           |
|                     | Guerrero 50' |           | Vilches 8' | Árbitro(s): Alfredo Rodas           | Árbitro(s): Alfredo Rodas |

| 27 de abril de 1994 | Colo-Colo                                        | 2:2 (2:0) (3:4 p.)         | Junior                                                    | Estadio Monumental, Santiago |                              |
|                     | Toninho 10', 15' (pen.)                          |                            | Guerrero 75' · Grau 85'                                   | Árbitro(s): Javier Castrilli | Árbitro(s): Javier Castrilli |
|                     |                                                  | Tiros desde el punto penal |                                                           |                              |                              |
|                     | Toninho · Baena · Contreras · Vilches · González |                            | Valenciano · Guerrero · C. Valderrama · Cassiani · Méndez |                              |                              |

| 20 de abril de 1994 | Universitario         | 2:1 (0:0) | Independiente Medellín | Estadio Nacional, Lima                                    |                                                           |
|                     | Nunes 72' (pen.), 82' |           | Gómez 73'              | Asistencia: 28 921 espectadores Árbitro(s): Iván Guerrero | Asistencia: 28 921 espectadores Árbitro(s): Iván Guerrero |

| 27 de abril de 1994 | Independiente Medellín | 2:0 (1:0) | Universitario | Estadio Atanasio Girardot, Medellín |                                    |
|                     | Gómez 28' · Juárez 84' |           |               | Árbitro(s): Juan Francisco Escobar  | Árbitro(s): Juan Francisco Escobar |

### Cuartos de final
| 27 de julio de 1994 | Bolívar | 0:1 (0:0) | Olimpia          | Estadio Hernando Siles, La Paz     |                                    |
|                     |         |           | Sandy 87' (a.g.) | Árbitro(s): Alberto Tejada Noriega | Árbitro(s): Alberto Tejada Noriega |

| 3 de agosto de 1994 | Olimpia                 | 2:0 (1:0) | Bolívar | Estadio Defensores del Chaco, Asunción |                              |
|                     | Sanabria 28' · Jara 89' |           |         | Árbitro(s): Renato Marsiglia           | Árbitro(s): Renato Marsiglia |

| 29 de julio de 1994 | Unión Española | 1:1 (1:0) | São Paulo    | Estadio Santa Laura, Santiago |                          |
|                     | Sánchez 30'    |           | Paulista 50' | Árbitro(s): Jorge Nieves      | Árbitro(s): Jorge Nieves |

| 3 de agosto de 1994 | São Paulo                                               | 4:3 (2:0) | Unión Española                | Estadio Morumbi, São Paulo     |                                |
|                     | Palhinha 22' · Válber 27' · André Luiz 58' · Euller 78' |           | Sánchez 52', 72' · Sierra 83' | Árbitro(s): José Torres Cadena | Árbitro(s): José Torres Cadena |

| 27 de julio de 1994 | Minervén | 0:0 | Vélez Sarsfield | Estadio Cachamay, Ciudad Guayana |  |
|                     |          |     |                 | Árbitro(s): Salvador Imperatore  |  |

| 3 de agosto de 1994 | Vélez Sarsfield       | 2:0 (1:0) | Minervén | Estadio José Amalfitani, Buenos Aires |                                    |
|                     | Flores 40' · Asad 61' |           |          | Árbitro(s): Juan Francisco Escobar    | Árbitro(s): Juan Francisco Escobar |

| 27 de julio de 1994 | Independiente Medellín | 0:2 (0:0) | Junior                            | Estadio Atanasio Girardot, Medellín |                               |
|                     |                        |           | Mackenzie 53' · R. Valderrama 89' | Árbitro(s): João Paulo Araújo       | Árbitro(s): João Paulo Araújo |

| 3 de agosto de 1994 | Junior | 0:0 | Independiente Medellín | Estadio Metropolitano, Barranquilla |  |
|                     |        |     |                        | Árbitro(s): Javier Castrilli        |  |

### Semifinales
| 10 de agosto de 1994 | São Paulo                        | 2:1 (1:1) | Olimpia     | Estadio Morumbi, São Paulo |                          |
|                      | Palhinha 39' (pen.) · Müller 65' |           | Cardozo 12' | Árbitro(s): Jorge Nieves   | Árbitro(s): Jorge Nieves |

| 17 de agosto de 1994 | Olimpia                                               | 1:0 (0:0) (3:4 p.)         | São Paulo                                        | Estadio Defensores del Chaco, Asunción |                                    |
|                      | Ferreira 82'                                          |                            |                                                  | Árbitro(s): Alberto Tejada Noriega     | Árbitro(s): Alberto Tejada Noriega |
|                      |                                                       | Tiros desde el punto penal |                                                  |                                        |                                    |
|                      | Cardozo · Sotelo · Vidal Sanabria · Sanabria · Campos |                            | Palhinha · Müller · André Luiz · Euller · Gilmar |                                        |                                    |

| 10 de agosto de 1994 | Junior             | 2:1 (1:0) | Vélez Sarsfield | Estadio Metropolitano, Barranquilla |                                    |
|                      | Valenciano 2', 79' |           | Flores 66'      | Árbitro(s): Alberto Tejada Noriega  | Árbitro(s): Alberto Tejada Noriega |

| 17 de agosto de 1994 | Vélez Sarsfield                                           | 2:1 (2:1) (5:4 p.)         | Junior                                                                    | Estadio José Amalfitani, Buenos Aires |                           |
|                      | Bassedas 4' · Flores 12'                                  |                            | Valenciano 18'                                                            | Árbitro(s): Iván Guerrero             | Árbitro(s): Iván Guerrero |
|                      |                                                           | Tiros desde el punto penal |                                                                           |                                       |                           |
|                      | Trotta · Chilavert · Zandoná · Pompei · Flores · Basualdo |                            | Valenciano · Mendoza · C. Valderrama · Mackenzie · Méndez · R. Valderrama |                                       |                           |

### Final
| Ida; 24 de agosto de 1994, 21:50 (UTC-3) | Vélez Sarsfield | 1:0 (1:0) | São Paulo | Estadio José Amalfitani, Buenos Aires                          |                                                                |
|                                          | Asad 35'        |           |           | Asistencia: 51 000 espectadores Árbitro(s): José Torres Cadena | Asistencia: 51 000 espectadores Árbitro(s): José Torres Cadena |

| Vuelta; 31 de agosto de 1994, 21:50 (UTC-3) | São Paulo                               | 1:0 (1:0) (3:5 p.)         | Vélez Sarsfield                                  | Estadio Morumbi, São Paulo                                  |                                                             |
|                                             | Müller 33' (pen.)                       |                            |                                                  | Asistencia: 92 650 espectadores Árbitro(s): Ernesto Filippi | Asistencia: 92 650 espectadores Árbitro(s): Ernesto Filippi |
|                                             |                                         | Tiros desde el punto penal |                                                  |                                                             |                                                             |
|                                             | Palhinha · André Luiz · Müller · Euller |                            | Trotta · Chilavert · Zandoná · Almandoz · Pompei |                                                             |                                                             |

|                                     |
| Bandera de Argentina                |
| Campeón Vélez Sarsfield 1.er título |

## Estadísticas

### Goleadores
| Jugador                | Club            | Goles |
| ---------------------- | --------------- | ----- |
| Stalin Rivas           | Minervén        | 7     |
| Víctor Hugo Antelo     | Bolívar         | 6     |
| Omar Asad              | Vélez Sarsfield | 6     |
| Julio César Baldivieso | Bolívar         | 5     |
| Juan Carreño           | Unión Española  | 5     |
| Toninho                | Colo-Colo       | 5     |
| Edilson                | Palmeiras       | 5     |
| Roberto Oste           | Emelec          | 5     |

## Tabla General
| Equipo | Equipo                 | Pts | PJ | PG | PE | PP | GF | GC | Dif |
| ------ | ---------------------- | --- | -- | -- | -- | -- | -- | -- | --- |
| 1      | Vélez Sarsfield        | 16  | 14 | 6  | 4  | 3  | 14 | 11 | +3  |
| 2      | São Paulo              | 10  | 8  | 4  | 2  | 2  | 10 | 8  | +2  |
| 3      | Olimpia                | 18  | 12 | 8  | 2  | 2  | 13 | 6  | +7  |
| 4      | Junior                 | 12  | 12 | 4  | 4  | 4  | 12 | 11 | +1  |
| 5      | Bolívar                | 13  | 10 | 5  | 3  | 2  | 15 | 6  | +9  |
| 6      | Independiente Medellín | 11  | 10 | 4  | 3  | 3  | 9  | 5  | +4  |
| 7      | Unión Española         | 11  | 10 | 4  | 3  | 3  | 11 | 11 | 0   |
| 8      | Minervén               | 8   | 10 | 3  | 2  | 5  | 13 | 22 | –9  |
| 9      | Colo-Colo              | 11  | 8  | 4  | 3  | 1  | 14 | 5  | +5  |
| 10     | Emelec                 | 9   | 8  | 4  | 1  | 3  | 12 | 8  | +4  |
| 11     | Cruzeiro               | 8   | 8  | 3  | 2  | 3  | 7  | 9  | –2  |
| 12     | Universitario          | 8   | 8  | 3  | 2  | 3  | 6  | 8  | –2  |
| 13     | Palmeiras              | 7   | 8  | 3  | 1  | 3  | 15 | 9  | +6  |
| 14     | The Strongest          | 7   | 8  | 2  | 3  | 3  | 14 | 13 | +1  |
| 15     | Defensor Sporting      | 7   | 8  | 1  | 5  | 2  | 4  | 6  | –2  |
| 16     | Barcelona              | 6   | 8  | 2  | 2  | 4  | 6  | 6  | 0   |
| 17     | Alianza Lima           | 5   | 6  | 2  | 1  | 3  | 6  | 11 | –5  |
| 18     | Nacional               | 3   | 6  | 1  | 1  | 4  | 5  | 8  | –3  |
| 19     | Cerro Porteño          | 3   | 6  | 1  | 1  | 4  | 4  | 10 | –6  |
| 20     | Sport Marítimo         | 3   | 6  | 1  | 1  | 4  | 7  | 13 | –6  |
| 21     | Boca Juniors           | 3   | 6  | 1  | 1  | 4  | 7  | 14 | –7  |